# Polynema neopusillum
Polynema neopusillum är en stekelart som beskrevs av Soyka 1956. Polynema neopusillum ingår i släktet Polynema och familjen dvärgsteklar. Inga underarter finns listade i Catalogue of Life.